# Bandeira da Mongólia
A bandeira da Mongólia foi adaptada a 12 de Janeiro de 1992. É semelhante à bandeira de 1949, exceto numa estrela, que foi removida. Tem três bandas verticais de vermelho, azul e vermelho. Centrado na banda vermelha à tralha encontra-se o emblema nacional, em amarelo. Este emblema, o soyombo, é um arranjo em coluna de representações abstratas e geométricas do fogo, sol, lua, terra, água e o símbolo de yin-yang.

## Evolução das bandeiras da Mongólia
A história das bandeiras da Mongólia reflete as mudanças políticas, culturais e sociais do país ao longo dos séculos. Abaixo, descrevemos as principais bandeiras que representaram a Mongólia em diferentes períodos históricos.

### Bandeira do Império Mongol (1206-1368)

Bandeira do Império Mongol

Durante o auge do Império Mongol, a bandeira era simples e geralmente consistia em símbolos de poder e conquista. A representação mais comum era uma bandeira branca com o símbolo do "Sulde", um espírito guerreiro tradicional mongol.

### Bandeira de referência para o período de 1368-1911
Não há uma bandeira específica amplamente reconhecida para este período na história da Mongólia devido às mudanças dinásticas e influências variadas.

### Bandeira do Canato da Mongólia Exterior (1911-1924)

Bandeira do Canato da Mongólia Exterior

Após a queda da dinastia Qing, a Mongólia Exterior declarou independência e adotou uma bandeira azul com o símbolo do Soyombo, um tradicional emblema espiritual e cultural mongol.

### Bandeira da República Popular da Mongólia (1924-1992)

Bandeira da República Popular da Mongólia

Durante o período socialista, a Mongólia adotou uma bandeira que incluía o Soyombo, além de uma estrela vermelha no canto superior esquerdo, simbolizando o socialismo e a amizade com a União Soviética.

### Bandeira da Mongólia Moderna (1992-presente)

Bandeira da Mongólia Moderna

Com a transição para a democracia em 1992, a Mongólia adotou uma nova bandeira. A atual bandeira é tricolor (vermelho, azul, vermelho) com o Soyombo em amarelo no canto esquerdo. O azul simboliza o céu eterno, e o vermelho representa a prosperidade e o progresso.